# Programme nucléaire des États membres de l'Union européenne
Le programme nucléaire de l'Union européenne s'incarne en particulier dans Euratom. Bien que le nucléaire relève de la souveraineté des États-membres, l'Union européenne poursuit une politique générale, notamment vis-à-vis de l'extérieur. Elle est ainsi membre du projet ITER qui vise à démontrer la faisabilité de la fusion nucléaire comme nouvelle source d'énergie. Elle a signé plusieurs accords de coopération sur l'utilisation pacifique de l'énergie nucléaire, notamment avec les États-Unis, le Canada, l'Australie et le Kazakhstan, ainsi qu'avec l'Ouzbékistan, l’Ukraine et le Japon.
En 2022, 13 États membres de l'Union européenne avaient une industrie nucléaire en activité (Belgique, Bulgarie, République tchèque, Finlande, France, Allemagne, Hongrie, Pays-Bas, Roumanie, Slovaquie, Slovénie, Espagne, Suède) ; en 2023, l'Allemagne a fermé son dernier réacteur, mais son industrie nucléaire conserve plusieurs activitités. 100 réacteurs nucléaires sont en fonctionnement sur le territoire de l'UE en 2023, et l'énergie nucléaire a produit 21,6 % de l'électricité de l'UE et 22,7 % de la production nucléaire mondiale en 2022.
À la suite de la catastrophe de Tchernobyl en 1986, le Conseil européen a mis sur place un Système européen d'échange d'informations en cas d'urgence radiologique, qui est dirigé par la Commission européenne.

## Accords internationaux
L'Union européenne est ainsi membre du projet ITER (International Thermonuclear Experimental Reactor) à Cadarache, France, qui vise à démontrer la faisabilité de la fusion nucléaire comme nouvelle source d'énergie civile. D'autre part, elle a signé plusieurs accords de coopération sur l'utilisation pacifique de l'énergie nucléaire, notamment avec les États-Unis, le Canada, l'Australie et le Kazakhstan, ainsi qu'avec l'Ouzbékistan, l’Ukraine et le Japon; par ailleurs, le Conseil de l'Union européenne a donné en décembre 2009 son feu vert à la Commission pour la négociation d'un accord avec la Russie.

## Communauté européenne de l'énergie atomique
Le traité de Rome de 1957 a institué la Communauté européenne de l'énergie atomique (CEEA), dont les organes exécutifs ont fusionné avec ceux de la Communauté économique européenne et de la Communauté européenne du charbon et de l’acier par le traité de fusion des exécutifs communautaires de 1968. La CEEA devait coordonner les recherches sur l'énergie nucléaire. Depuis le traité de Lisbonne, l'Euratom est aujourd'hui sous l'autorité directe de l'Union européenne car il n'existe plus de piliers.

## Projets nucléaires entre États membres de l'UE
Le réacteur à neutrons rapides, Superphénix, conçu en coopération entre l'Allemagne, l'Italie, et la France, a fonctionné entre 1986 et 1998 par intermittence. La fermeture de l'installation a été décidée en 1998.
Un autre projet inter-européen actuellement en cours (2023) est le Réacteur pressurisé européen.

## Alliance européenne du nucléaire
À l'initiative de la France, l'« Alliance européenne du nucléaire » est créée en marge d'un conseil informel de l'Énergie réuni en février 2023 à Stockholm. Elle regroupe initialement onze pays : la France, la Bulgarie, la Croatie, la République tchèque, la Hongrie, la Finlande, les Pays-Bas, la Pologne, la Roumanie, la Slovaquie et la Slovénie. Dans une déclaration commune, ces onze pays revendiquent une démarche industrielle pour « renforcer la coopération européenne en matière de nucléaire » et notamment « explorer des programmes de formation et des projets industriels communs, afin de soutenir de nouveaux projets, notamment basés sur des technologies innovantes ».
Après une deuxième réunion à Bruxelles le 28 mars, Agnès Pannier-Runacher, ministre française de la Transition énergétique, réunit le 16 mai 2023 ses homologues des pays membres de l’Alliance du nucléaire, à Paris, au ministère de la Transition énergétique. Seize pays sont représentés : aux onze membres initiaux se sont ajoutés la Belgique, l'Estonie et la Suède, ainsi que l’Italie avec le statut d'observateur et le Royaume Uni en tant que pays invité. La Commissaire européenne à l’énergie, Kadri Simson, était également présente. Les pays membres de l’Alliance du nucléaire signent une déclaration commune appelant à un plan d’action européen pour développer les coopérations autour du nucléaire, que ce soit en matière de compétences, d’innovation, de normes de sécurité, de démantèlement, de déchets notamment. Ils estiment que, d’ici 2050, l’énergie nucléaire pourrait fournir jusqu’à 150 GW d’électricité, grâce à la poursuite d'exploitation des installations existantes en toute sûreté, la construction de 30 à 45 nouveaux grands réacteurs et le développement de petits réacteurs modulaires dans l'UE. De son côté, le Royaume-Uni prévoit d’augmenter ses capacités de production nucléaire de 24 GW d’ici 2050.
Le 12 juillet 2023, la 4e réunion de l’Alliance du nucléaire européenne à Valladolid présente à la Commission européenne une feuille de route dans laquelle elle souligne le rôle majeur joué par l’énergie nucléaire et le droit souverain des États membres à déterminer leur mix énergétique. Elle demande à la Commission européenne de soutenir l’énergie nucléaire et les projets communs en cours de la même manière que les projets dans le domaine des énergies renouvelables.

## Statistiques
En 2022, selon l'Energy Institute, la production d'électricité des centrales nucléaires dans l'Union européenne (UE) s'est élevée à 608,6 TWh, soit 21,6 % de la production d'électricité de l'UE et 22,7 % de la production nucléaire mondiale. Les principaux producteurs sont la France (48,4 % du total de l'UE), l'Espagne (9,6 %), la Suède (8,4 %), la Belgique (7,1 %), l'Allemagne (5,7 %) et la Tchéquie (5,1 %).
En 2021, selon l'Agence internationale de l'énergie, les pays ayant la part la plus élevée de nucléaire dans leur production d'électricité étaient la France (68,4 %), la Slovaquie (52,9 %), la Belgique (50,3 %), la Hongrie (44,3 %), la Bulgarie (40,8 %), la Tchéquie (36,2 %), la Slovénie (35,9 %), la Finlande (32,9 %), la Suède (31,3 %) et l'Espagne (20,6 %).
L'Agence internationale de l'énergie atomique (AIEA) dénombre 100 réacteurs nucléaires en fonctionnement dans l'UE au 18 août 2023, d'une puissance totale de 96 881 MW : 56 en France (61 370 MW), 7 en Espagne (7 123 MW), 6 en Suède (6 937 MW), 6 en Tchéquie (3 934 MW), 5 en Finlande (4 394 MW), 5 en Belgique (3 928 MW), 5 en Slovaquie (2 803 MW), 4 en Hongrie (1 916 MW), 2 en Bulgarie (2 006 MW), 2 en Roumanie (1 300 MW), 1 en Slovénie (688 MW) et 1 aux Pays-Bas (482 MW). Deux réacteurs sont en construction : Flamanville 3 en France (1 630 MW et Mochovce 4 en Slovaquie (440 MW).

## Politique nucléaire des différents États membres de l'UE
Plusieurs pays, majoritairement européens, ont suspendu la production d’énergie d'origine nucléaire à la suite de la catastrophe de Tchernobyl et de celle de Fukushima. L’Autriche, le Danemark, la Grèce, l’Irlande et la Norvège ont proscrit tout nouveau projet de construction. La Pologne avait même arrêté la construction d’une centrale.
La Belgique, les Pays-Bas, l’Espagne et la Suède ont décidé de ne pas construire de nouvelle centrale, mais continuent d’exploiter les centrales existantes. L’Allemagne va encore plus loin en fermant volontairement des centrales avant leur date théorique de fin d’activité, dans le cadre d’un plan de « sortie du nucléaire » qui doit s’achever vers 2018 s’il n’est pas remis en cause entre-temps.

### Allemagne
En 2000, le gouvernement allemand a officiellement annoncé son intention d’arrêter l’exploitation de l’énergie nucléaire. Jürgen Trittin (Alliance 90 / Les Verts), ministre de l’environnement, de la protection de la nature et de la sécurité nucléaire, a conclu un accord avec les compagnies productrices d’énergie en vue de l’arrêt progressif des dix-neuf centrales nucléaires allemandes avant 2020. En considérant qu’une centrale a une durée de vie de 32 ans, l’accord prévoit précisément combien d’énergie chaque centrale produira avant sa fermeture.
Les centrales de Stade et d’Obrigheim ont été arrêtées le 14 novembre 2003 et le 11 mai 2005 – le début du démantèlement est programmé pour 2007.
En 2011, à la suite de l'accident de Fukushima, l'Allemagne décide d'arrêter toutes ses centrales nucléaires avant fin 2022,.
Le 14 avril 2023, les trois dernières centrales allemandes d’Isar, Emsland et Neckarwestheim III ont été définitivement débranchées du réseau.
Après la fermeture de ces trois derniers réacteurs nucléaires électrogènes, l'industrie nucléaire allemande conserve des activités substantielles. Les quatre énergéticiens (E.ON, RWE, EnBW et Vattenfall) sont chargés de la fermeture et du démantèlement des réacteurs ainsi que de l’empaquetage des déchets. Mais la Loi de réorganisation de la responsabilité de la gestion des déchets nucléaires de 2017 donne à l’État la responsabilité de la gestion et du financement de l’entreposage et du stockage définitif des déchets radioactifs en contrepartie du versement en 2017 par les énergéticiens de 24 milliards d’euros. Par ailleurs, le pays compte encore deux installations de production de combustible nucléaire : l’usine d’enrichissement de l’uranium située à Gronau, dans le nord-ouest du pays, exploitée par Urenco, et l’usine Advanced Nuclear Fuels (ANF) GmbH de Framatome à Lingen, qui fabrique des crayons et des assemblages de combustible pour les réacteurs du monde entier. L'Allemagne a également quatre réacteurs de puissance nulle destinés à la formation et deux réacteurs de recherche : le FRM-II (50 MWth), en exploitation depuis 2005 à l’Université technique de Munich et le réacteur TRIGA (TRaining, Isotope, General Atomics) à l’Université de Johannes-Gutenberg de Mayence (100 MWth).
Concernant les SMR, le ministère fédéral allemand de l’Environnement, de la Protection de la nature, de la Sûreté nucléaire et de la Protection des consommateurs déclare dans un document de mars 2021 que « Les SMR [n’étaient] pas une voie d’avenir, mais un pas dans la mauvaise direction. […] Nous sommes opposés à ce type de concept et nous ne les considérons pas éligibles à un financement ».

#### Fusion nucléaire
En parallèle, l’Allemagne poursuit ses recherches sur la fusion : elle reste partie prenante du projet ITER et dispose, à l’Institut de physique des plasmas Max Planck à Greifswald, du Wendelstein 7-X, le plus grand stellarator au monde, en service depuis 2015. Des start-ups comme Gauss Fusion (confinement magnétique) ou Marvel Fusion (fusion inertielle) sont en développement avec le soutien de divers partenaires. La fusion nucléaire semble bénéficier du soutien du gouvernement, dont le ministère de l’Éducation et de la Recherche a organisé un symposium sur le sujet le 5 juin 2023 avec la Fédération de l’industrie allemande (BDI).
En 2023, l'Allemagne continue d'investir dans la fusion nucléaire « pour qu'une centrale à fusion puisse voir le jour en Allemagne dès que possible ».

### Autriche
La firme allemande Kraftwerk Union a commencé la construction de la centrale nucléaire de Zwentendorf en 1972, mais le rejet de l'opinion publique a coupé court à ce projet. La centrale n'a donc jamais fonctionné, et le Parlement a voté, le 15 décembre 1978, une loi interdisant l'usage de l'énergie nucléaire, ainsi que le stockage et le transport de matériau radioactif sur le territoire national. Une nouvelle loi confirmant cette orientation a été votée le 15 juin 1997. La production d’énergie nucléaire sur le sol autrichien est anticonstitutionnelle, mais l’Autriche en importe 6 % de sa consommation électrique.

### Belgique
La politique d’arrêt du nucléaire a été annoncée en juillet 1999 par la coalition au pouvoir à cette époque, formée par les partis libéraux, socialistes et écologistes. Cette coalition a promulgué la loi de sortie du nucléaire le 31 janvier 2003 . Cette loi prévoit la fermeture de chacun des sept réacteurs après 40 ans d'exploitation commerciale et interdit de construire de nouveaux réacteurs (sauf cas de force majeure). Ces fermetures s'échelonneront entre 2015 et 2025.
À la suite de l'invasion de l'Ukraine par la Russie en 2022, le gouvernement belge décide, le 18 mars 2022, de prolonger de dix ans l'exploitation de deux réacteurs d'Engie, Doel 4 et Tihange 3, qui devaient fermer en 2025, afin de « renforcer l'indépendance du pays vis-à-vis des énergies fossiles dans un contexte géopolitique chahuté », selon le Premier ministre Alexander De Croo. Le 29 juin 2023, Engie annonce avoir trouvé un terrain d'entente avec le gouvernement belge sur les conditions de la prolongation des réacteurs Doel 4 et Tihange 3.

### Espagne
En Espagne un moratoire a été adopté par le gouvernement socialiste en 1983. Le gouvernement espagnol s'est engagé dans une fermeture « ordonnée et échelonnée » de ses centrales durant la période 2027-2035. L'abandon progressif de l'énergie nucléaire était au cœur des promesses de campagne du Parti socialiste, qui a remporté les législatives en 2019. La politique énergétique du gouvernement fixe un objectif de neutralité carbone en 2050 avec 100 % d'énergies renouvelables dans le mix électrique et 97 % d'énergies renouvelables dans le mix énergétique total. Mais l'Agence internationale de l'énergie, dans un rapport sur la situation énergétique de l'Espagne publié en mai 2021, incite le gouvernement à « tirer davantage parti de son infrastructure de technologie nucléaire et de son personnel qualifié ».

### Finlande
En 2022, à la suite de l'invasion de l'Ukraine par la Russie de 2022, la Finlande met fin à son contrat avec Rosatom pour la construction de la centrale de Hanhikivi I.
Le 16 avril 2023, le réacteur EPR Olkiluoto 3 est mis en service commercial, dix-huit ans après le début du chantier, avec 13 ans de retard sur le calendrier initial. Les trois réacteurs de la centrale d'Olkiluoto produisent désormais environ 30 % de l'électricité finlandaise,.

### France
En 2023, la France compte 56 réacteurs nucléaires opérationnels et un réacteur pressurisé européen (EPR) en construction, tous de la filière réacteur à eau pressurisée (REP), répartis dans 18 centrales. En décembre 2022, EDF annonce le chargement du combustible de l'EPR de Flamanville 3 pour le premier trimestre 2024.
Le 10 février 2022, le président Emmanuel Macron annonce sa décision de prolonger la durée de vie de tous les réacteurs nucléaires qui le permettent et de lancer un programme de nouveaux réacteurs, soit six EPR 2 dès que possible et potentiellement huit nouveaux exemplaires dans les années suivantes.

### Irlande
En Irlande une centrale nucléaire a été proposée en 1968. Elle aurait dû être construite pendant les années 1970 à Carnsore Point dans le County Wexford. Le programme, qui prévoyait aussi 4 autres réacteurs, a été abandonné après une forte opposition des associations de protection de l’environnement. L’Irlande n’a donc jamais utilisé d’énergie nucléaire.

### Italie
L’Italie a choisi par voie référendaire en 1986, à la suite de la catastrophe de Tchernobyl, d’arrêter définitivement ses quatre réacteurs nucléaires. Après un moratoire sur l’énergie nucléaire le dernier réacteur a été fermé en 1990.
Néanmoins, lors de son premier Conseil des Ministres de troisième mandat à Naples (20 mai 2008), Silvio Berlusconi a déclaré que Rome reconsidérait la question du nucléaire, compte tenu de la flambée des prix du pétrole.

### Pays-Bas
En 1994, le Parlement néerlandais a décidé de ne plus utiliser l’énergie nucléaire après un débat sur le traitement du combustible usé et le stockage des déchets nucléaires. Le réacteur de Dodewaard a été arrêté en 1997.
La seule centrale nucléaire en activité en 2023 aux Pays-Bas est la centrale nucléaire de Borssele, dotée d'un réacteur à eau pressurisée de 485 MWe mis en service en 1973 près du village de Borssele sur la presqu'île de Zuid-Beveland, en Zélande, au sud du pays.
Le 15 décembre 2021, la nouvelle coalition gouvernementale présente son accord de gouvernement, qui prévoit, pour la première fois depuis un demi-siècle, de construire deux nouvelles centrales nucléaires. Les deux nouvelles centrales nucléaires devraient être achevées d'ici à 2035, près de la ville de Borsele, et fournir jusqu'à 13 % de l'électricité dont le pays a besoin. Mark Rutte souhaite, en ajoutant le nucléaire au bouquet énergétique, réduire les émissions de dioxyde de carbone liées à la production d'électricité et rendre les Pays-Bas moins dépendants des pays d'origine des combustibles fossiles. Les deux nouveaux réacteurs pourraient avoir une puissance de 1 000 à 1 650 MWe, d'où la fourchette annoncée de 9 à 13 % de la production électrique du pays.

### Pologne
Après avoir abandonné en 1990 la construction de la centrale nucléaire de Żarnowiec (Elektrownia Jądrowa Żarnowiec), la Pologne envisage en 2012 de se doter de deux centrales nucléaires de 3 000 mégawatts chacune d'ici à 2024,.
Le 28 octobre 2022, le gouvernement polonais choisit le groupe américain Westinghouse Electric Company pour construire sa première centrale nucléaire à Choczewo, près de la mer Baltique, au nord du pays. Le gouvernement souhaite que cette première centrale nucléaire, dotée de trois réacteurs, entre en service en 2033 ; trois autres réacteurs sont prévus ultérieurement. Le groupe américain était en concurrence avec EDF et le sud-coréen KHNP,.
Le 30 octobre 2022, le gouvernement polonais et les compagnies polonaises ZE PAK et PGE signent avec Korea Hydro & Nuclear Power (KHNP) une lettre d'intention pour préparer conjointement la construction d'une centrale nucléaire exploitant la technologie coréenne APR1400 sur un site appartenant à ZE PAK à Pątnów. Les gouvernements polonais et coréens ont signé un mémorandum d'entente pour soutenir le projet de Pątnów, précisant qu'il s'agit d'un nouveau projet pour compléter le programme nucléaire du gouvernement polonais.
Le nucléaire devrait à terme constituer 20 à 35 % du mix énergétique de la Pologne. Plus de 85 % de la population sondée en novembre 2022 se prononçaient pour le nucléaire.

### Roumanie
La Roumanie a inauguré, en octobre 2007, le second réacteur nucléaire du pays dans la centrale de Cernavoda, 10 ans après le lancement du premier. En 2014, la Roumanie prévoit de produire 2/3 de son électricité à partir de l'eau. L'énergie nucléaire devrait contribuer à 17 ou 18 % de la production électrique du pays. Le second réacteur de Cernavoda a été construit par Atomic Energy of Canada et le groupe italien Ansaldo. 2 autres réacteurs devraient suivre.

### Slovaquie
La Slovaquie envisage de réutiliser le site de son ancien réacteur V1, arrêté fin décembre 2006, à Bohunice, pour y construire une nouvelle centrale.
De plus, Enel va achever d'ici 2012 la construction du troisième et du quatrième réacteur sur le site de Mochovce. Il serait aussi prévu d'augmenter la puissance des réacteurs 1 et 2 de la centrale de Mochovce de 880 à 940 MW.
Enfin, il est également envisagé de construire une nouvelle centrale sur le site de Kecerovce, à l'est de la Slovaquie.

### Slovénie
La décision sur le prolongement de la durée de vie de l'unique centrale nucléaire de Krsko devrait être prise en 2013 après une inspection majeure de l'état de la centrale.

### Suède
Un référendum a suivi en 1979 l’accident nucléaire de Three Mile Island survenu aux USA. Le parlement a interdit dès 1980 la construction de nouveaux réacteurs nucléaires et a fixé la date limite d’exploitation des centrales existantes à 2010.
Le 14 octobre 2022, les trois partis de la droite suédoise d'accord pour former un nouveau gouvernement annoncent leur intention de relancer la construction de nouveaux réacteurs nucléaires dans le pays. Vattenfall avait annoncé en juin 2022 de nouveaux investissements dans des technologies de réacteurs innovants SMR. Le programme du gouvernement indique que Vattenfall doit « immédiatement planifier la construction de nouveaux réacteurs » pour répondre à des besoins en électricité qui devraient doubler d'ici 2045. Le gouvernement envisage d'accorder des garanties de crédit gouvernementales de 40 milliards € pour l’investissement dans l’énergie nucléaire. Il entend également lancer une enquête afin de savoir s’il est possible de redémarrer les réacteurs Ringhals 1 et 2, arrêtés en 2019 et 2020.

## Compléments